# Эйфория

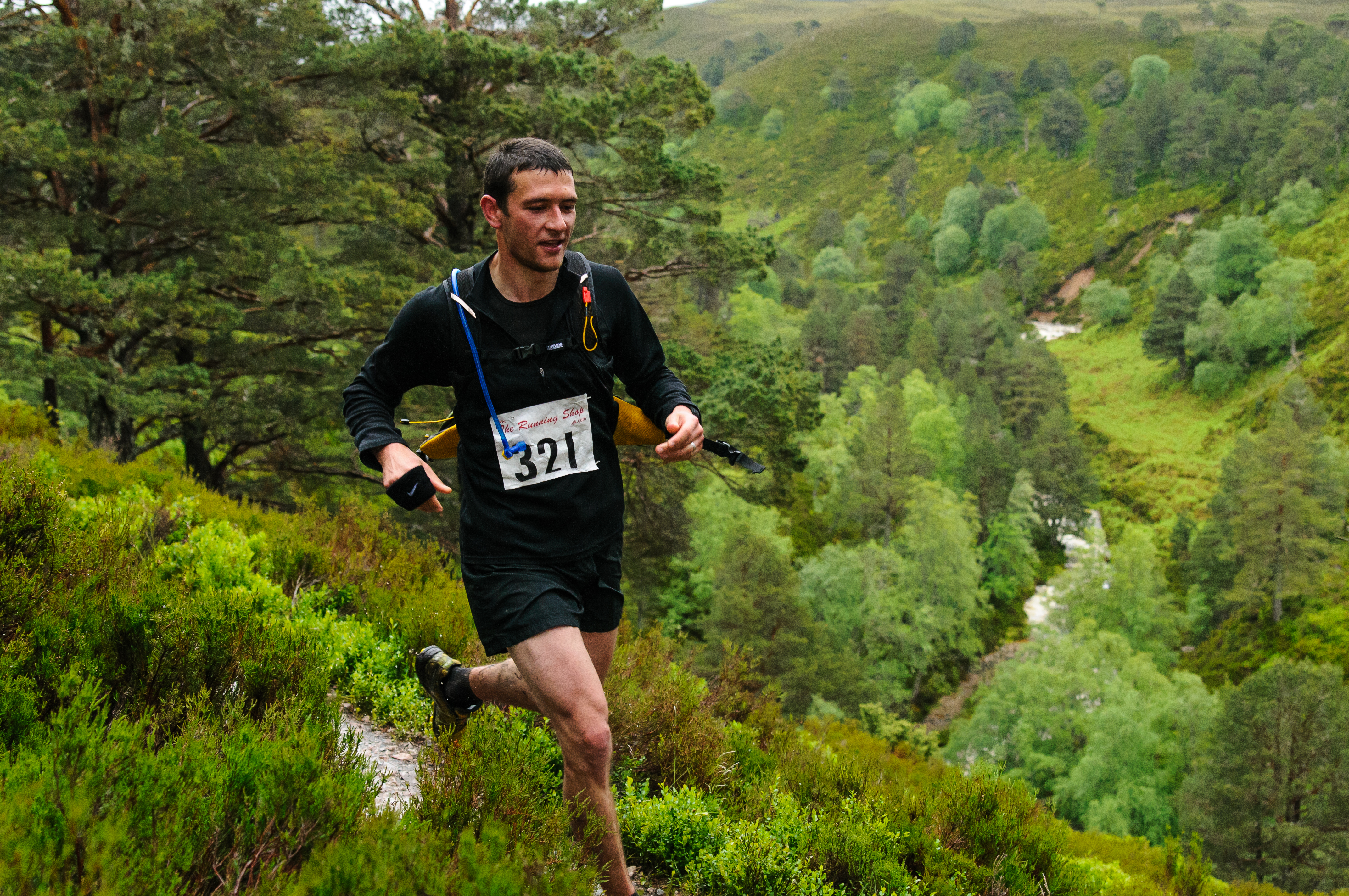
Бегуны могут испытывать состояние эйфории, которое часто называют «эйфорией бегуна».

Эйфори́я или восто́рг, устар. эвфори́я (др.-греч. εὐφορία «плодовитость», из εὖ «хорошо» + φορέω «несу, ношу», то есть дословно — «несущее хорошее») — положительно окрашенный аффект или эмоция. Ощущается как очень мощное, внезапное, всезаполняющее чувство счастья.

## В психиатрии
Форма болезненно-повышенного настроения, характеризующаяся благодушием, безмятежным блаженством, состоянием тихой радости. В отличие от гипертимии, для эйфории не характерно повышение двигательной и интеллектуальной активности, напротив, может наблюдаться замедление мыслительной деятельности (вплоть до персевераций).

## В наркологии
Феномен, являющейся составной частью синдрома наркотического опьянения, включающий изменённое состояние психики и различные соматические ощущения человека, находящегося в наркотическом опьянении. То есть, в широком смысле, эйфория включает в себя не только эмоциональные изменения, но и целый ряд психических и соматических ощущений, чувствований, за счёт которых достигается положительный эмоциональный сдвиг.

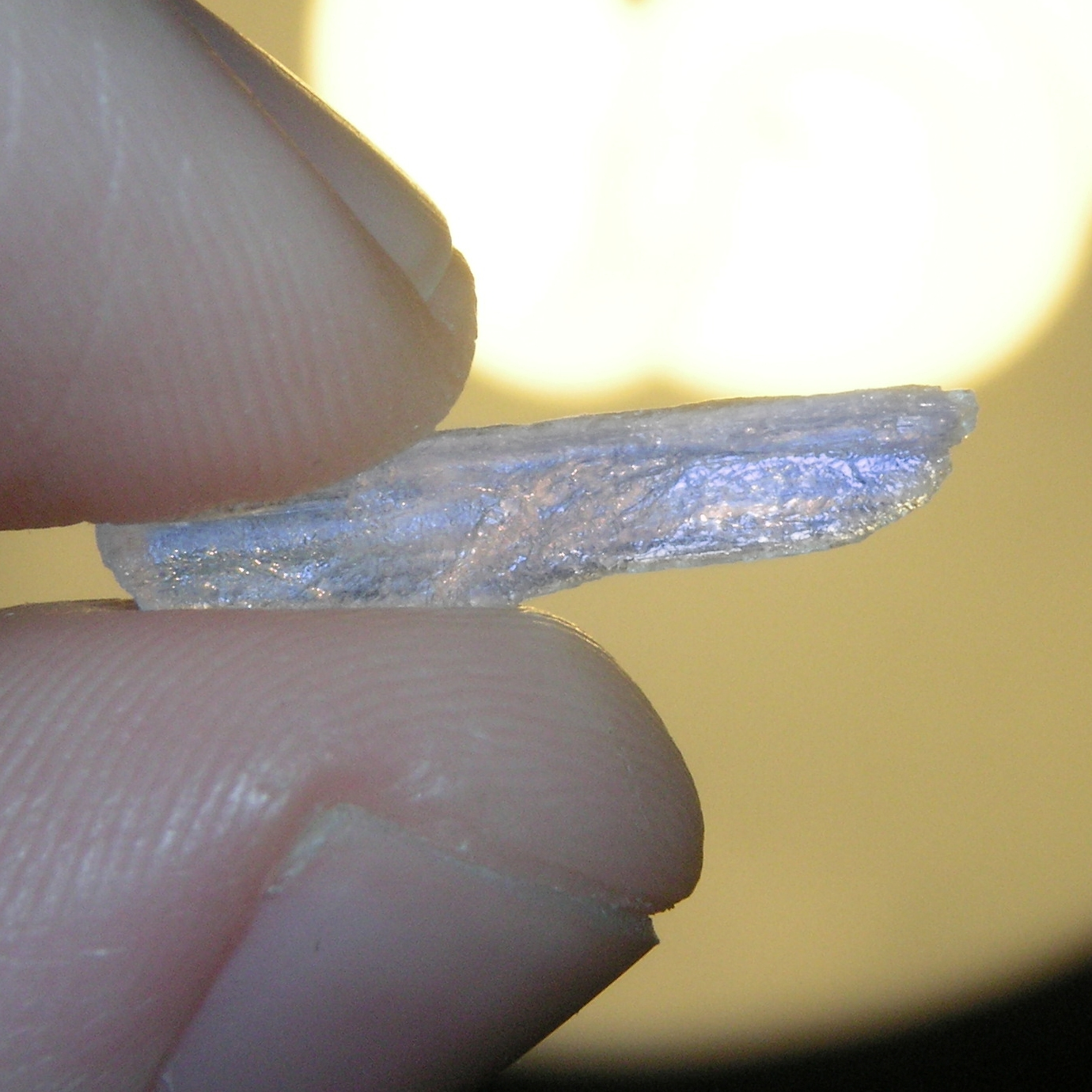
Метамфетамин вызывает наркотическую эйфорию.

Структура эйфории различна для состояний опьянения, вызванных разными наркотиками. Эйфория, вызванная употреблением алкоголя и снотворных препаратов, слагается из собственно эмоциональных изменений в сочетании с приятной двигательной и интеллектуальной заторможенностью. Опийная эйфория характеризуется состоянием соматического наслаждения на фоне эмоционального покоя, блаженства без интеллектуальной заторможенности. При употреблении психостимуляторов положительный эмоциональный сдвиг вторичен и обусловлен физическим и интеллектуальным просветлением, подъёмом, ощущением общего подъёма жизнедеятельности. Эйфория при употреблении каннабиноидов и психоделиков имеет в качестве первопричины изменения восприятия и мышления особое мистическое, фантастическое состояние сознания.
Несмотря на разнообразие изменений психики, возникающих при опьянении различными наркотическими веществами, можно отметить, что чем более проявляются следующие признаки, тем более сильную эйфорию может испытывать индивид:
- неуправляемость психической деятельности;
- диссоциация психической деятельности;
- протопатичность ощущений — их глубинность, безотчетность, необъяснимость.

Эйфория каждого вида наркотического опьянения является динамическим феноменом, включающим несколько последовательно сменяющих друг друга фаз. Собственно эйфория отчётливее всего ощущается в динамике, при переходе от нормального или плохого настроения до чрезвычайно повышенного. Характер, длительность каждой фазы при приёме одного и того же наркотика может меняться в зависимости от субъективной установки человека, пути введения наркотического вещества, и особенно, от стадии заболевания (наркомании) — в динамике каждого вида наркомании эйфория претерпевает существенную трансформацию.